# Manuela Spartà
Manuela Spartà (Catania, 1º marzo 1982) è un'attrice italiana.

## Biografia
Diplomata nel 2004 al Centro sperimentale di cinematografia di Roma, studia per tre mesi presso l'Actor's Studio di New York.
Tra i film e le serie in cui appare figurano Uno su due (2006) di Eugenio Cappuccio, Family Game (2007) di Alfredo Arciero, Baarìa di Giuseppe Tornatore e la settima stagione di Squadra antimafia - Palermo oggi. Nel 2021 è Maria Vittoria in Maschile singolare di Alessandro Guida e Matteo Pilati.

## Filmografia

### Cinema
- Gabbiani, regia di Francesca Archibugi (2004)
- Uno su due, regia di Eugenio Cappuccio (2006)
- Lezioni di volo, regia di Francesca Archibugi (2007)
- Family Game, regia di Alfredo Arciero (2007)
- La casa sulle nuvole, regia di Claudio Giovannesi (2009)
- Baarìa, regia di Giuseppe Tornatore (2009)
- Amici come noi, regia di Enrico Lando (2014)
- Maschile singolare, regia di Matteo Pilati e Alessandro Guida  (2021)

### Televisione
- Squadra antimafia 7 - serie TV, episodi 7x07, 7x08 (2015)
- Romanzo famigliare - serie TV (2018)

### Web
- Non c'è problema - serie web, episodio La paura di volare (2015)